# 喬簣成
喬簣成（？—？），字達之，號仲山，天津薊縣人。元代收藏家。
至元十八年（1281年）曾任秘書郎，歷官兩浙運司副使、翰林直學士。收藏有羅隱的《與陳正字帖》，歐陽詢的《夢奠帖》以及懷素的草書《食魚帖》等。